# Михайлов Василь Іванович
Васи́ль Іва́нович Миха́йлов (1901, місто Москва, тепер Російська Федерація — розстріляний 2 лютого 1940, Москва) — радянський діяч органів держбезпеки, народний комісар внутрішніх справ Татарської АРСР. Входив до складу особливої трійки НКВС СРСР. Депутат Верховної Ради СРСР 1-го скликання (1937—1939).

## Біографія
Народився в родині шевця. Закінчив церковноприходську школу, у 1914 році — чотирикласне міське училище в Москві.
У 1914 — квітні 1917 року — учень в торговій фірмі товариства «Оборот» у Москві. У квітні — серпні 1917 року — шофер Московського міського Земсоюзу.
У грудні 1917 — лютому 1918 року — червоногвардієць 1-го Московського робітничого полку. У лютому 1918 — лютому 1919 року — рядовий 1-го Московського стрілецького полку РСЧА. Воював на Південному фронті, був контужений.
У лютому 1919 — червні 1920 року — діловод з адміністративної частини Військово-педагогічного інституту РСЧА в Москві.
Член РКП(б) з травня 1919 року.
У червні — грудні 1920 року — політичний керівник 1-го запасного стрілецького полку 4-ї стрілецької бригади Московського військового округу.
У грудні 1920 — жовтні 1921 року — інструктор організаційного відділення політичного відділу Амурського фронту і 2-ї Амурської армії. У 1921 році — член партійної комісії політичного відділу 2-ї Амурської армії, військовий комісар експедиційного загону в Амурській губернії. У жовтні 1921 — грудні 1922 року — військовий комісар 1-го окремого стрілецького батальйону 5-ї армії РСЧА в місті Благовєщенську.
У грудні 1922 — жовтні 1923 року — інструктор-комісар політичного відділу військ ДПУ Далекосхідного краю.
У жовтні 1923 — вересні 1929 року — начальник економічного відділу Тульського губернського відділу ДПУ. У вересні 1929 — серпні 1930 року — начальник економічного відділу Тульського окружного відділу ДПУ. У серпні 1930 — жовтні 1931 року — начальник економічного відділу Тульського оперативного сектора ДПУ.
У жовтні 1931 — 1934 року — помічник начальника 3-го відділення економічного відділу Повноважного представництва ОДПУ по Московській області.
У серпні 1934 — квітні 1936 року — районний уповноважений УНКВС по Московській області по Сталінському району міста Москви.
У квітні 1936 — вересні 1937 року — начальник Тульського міського відділу НКВС.
8 вересня 1937 — січень 1939 року — народний комісар внутрішніх справ Татарської АРСР. Входив до складу особливої трійки, створеної за наказом НКВС СРСР від 30 липня 1937 року, брав активну участь в сталінських репресіях.
Заарештований у січні 1939 року. Засуджений Військовою колегією Верховного суду СРСР 1 лютого 1940 року до страти. Розстріляний наступного дня. Не реабілітований.

## Звання
- старший лейтенант державної безпеки (26.12.1935)
- капітан державної безпеки (16.04.1937)

## Нагороди
- орден Червоної Зірки (11.07.1937)
- знак «Почесний працівник ВЧК-ДПУ (XV)» (26.12.1935)